# Lažni pauci
Lažni pauci (Solifugae) su velike arahnide. Žive uglavnom u vrelim pustinjskim područjima Afrike Severne i Južne Amerike. Telo im je prekriveno dlačicama, a prosoma nosi velike helicere koje su transformisane u štipaljke. Na krajevima padipalpi ima organe za pripijanje, koji služe za hvatanje plena, kojeg razdiru pomoću helicera. Hrane se termitima, malim gmizavcima i sisarima. Treći par ekstremiteta izmenjen je u taktilne organe pipke. Koristeći preostala tri para ekstremiteta mogu se brzo kretati.
Postoji više od 600 vrsta:
1. Vrste porodice Solifuga žive na jugu Afrike
2. Vrste porodice Galeodes žive u Evropi i Aziji. Predstavnik je .
3. Palpigradi obuhvataju svega nekoliko vrsta koje žive u umerenom i žđarkom pojasu. Dugačke su 2 – 3 mm, nemaju oči, a poslednji trbušni segment nosi dodatak, koji izgleda kao bič. Žive ispod kamenja ili u pećinama i vode noćni život.

## Spoljašnje veze
- „Camel Spiders: Behind an E-Mail Sensation From Iraq”. National Geographic. 29. 6. 2004.
- „The Arachnid Order Solifugae”. Warren Savary.